# Sayaka Yamamoto (NMB48)
Pour les articles homonymes, voir Yamamoto.
Cet article concerne une actrice et chanteuse japonaise du groupe AKB48. Pour l'ex-membre du groupe dream, voir Sayaka Yamamoto.
Sayaka Yamamoto (山本彩, Yamamoto Sayaka), née le 14 juillet 1993, est une chanteuse, actrice et idole japonaise, membre (et un moment capitaine) de 2010 à 2018 du groupe pop féminin japonais NMB48, troisième groupe sœur du groupe AKB48, dont elle a été membre de février 2014 à mai 2016.

## Biographie
En 2008, Sayaka, âgée de 15 ans, forme avec deux autres jeunes filles de la région d'Osaka, Hisako (Hisako Kitawaki, 北脇央子) et Arisa (Arisa Kobayashi, 小林亜莉彩), le trio pop/rock Mad Catz. Dans ce groupe, elle est chanteuse et guitariste. Le groupe sort un single cette même année Girls be Ambitious qui a servi de générique à l'anime Moegaku 5. Après être passé chez Columbia Music Entertainment, le groupe sort en janvier 2009 un mini-album intitulé Positive. Mad Catz se sépare à la fin de cette même année, après le départ d'ARISA.
Un an plus tard, Sayaka intègre le groupe d'idoles NMB48, dont elle fut  capitaine de la Team N et leader du groupe entier , et ce jusqu'à ce qu'elle quitte le groupe en 2018.
Elle intègre le groupe sœur AKB48 en février 2014 après un grand team shuffle mêlant tous les groupes de la franchise 48.
En septembre 2014, Sayaka apparaît dans une publicité pour les panneaux solaires de Panasonic Eco Solutions.
Sayaka a été sélectionnée pour le spot car elle est surnommée la « fille de la pluie » en raison de la forte probabilité de pluie au cours d’événements tels que les handshake events auxquels elle participe. Cette publicité se moque de la réputation de Sayanee. La campagne marketing a débute le 12 septembre 2014 au Japon.
Le 26 mai 2016, Sayaka Yamamoto annonce son départ d'AKB48, au théâtre de NMB48 à Osaka, lors d'une performance live. Sayanee a cependant annoncé vouloir continuer ses activés avec son groupe de départ NMB48 dont elle est une des membres de la 1re génération et capitaine. En effet après le départ de Miyuki Watanabe de NMB48 en avril précédent, elle a décidé d'annuler sa double position avec AKB48 et NMB48 et consacrer ses efforts à la réussite de NMB48.
En octobre 2016 sort son premier album studio Rainbow, pour lequel elle a, pour la première fois de sa carrière, écrit la plupart des chansons. Elle est la première membre de NMB48 à faire un disque en solo.

## Élections générales d'AKB48
- En 2011, Yamamoto est placée 28e avec 8 697 votes.
- En 2012, elle est placée 18e avec 23 020 votes[4],[5].
- En 2013, elle est placée 14e avec 51 793 votes.
- En 2014, elle est placée 6e avec 67 916 votes[6]
- En 2015, elle est placée 6e avec 97 866 votes[7]
- En 2016, elle est placée 4e avec 110 411 votes[8]

## Discographie en solo

### En solo
Album
1. 26 octobre 2016 - Rainbow
2. 4 octobre 2017 - Identity

## Discographie en groupe

### Avec Mad Catz
Single
1. 19 mars 2008 - Girls be Ambitious

Album
1. 21 janvier 2009 - POSITIVE

### Avec NMB48
Albums
1. 27 février 2013 - Teppen Tottande! (てっぺんとったんで!)
2. 13 août 2014 - Sekai no Chūshin wa Ōsaka ya ~Namba Jichiku~ (世界の中心は大阪や ～なんば自治区～)

Singles
1. 20 juillet 2011 – Zetsumetsu Kurokami Shōjo (絶滅黒髪少女?)
2. 19 octobre 2011 - Oh My God! (オーマイガー!?)
3. 8 février 2012 - Junjō U-19 (純情U-19?)
4. 9 mai 2012 - Nagiichi (ナギイチ?)
5. 8 août 2012 - Virginity (ヴァージニティー?)
6. 7 novembre 2012 - Kitagawa Kenji (北川謙二?)
7. 19 juin 2013 - Bokura no Eureka (僕らのユリイカ?)
8. 2 octobre 2013 - Kamonegix (カモネギックス?)
9. 26 mars 2014 - Takane no Ringo (高嶺の林檎?)
10. 5 novembre 2014 - Rashikuna (らしくない?)
11. 31 mars 2015 - Don't Look Back!
12. 15 juillet 2015 - Durian Shōnen (ドリアン少年?)
13. 7 octobre 2015 - Must be now
14. 27 avril 2016 - Amagami Hime (甘噛み姫?)
15. 3 août 2016 - Boku wa Inai (僕はいない?)

### Avec AKB48
Albums
1. 8 juin 2011 - Koko ni Ita Koto
2. 15 août 2012 - 1830m
3. 22 janvier 2014 - Tsugi no Ashiato
4. 21 janvier 2015 - Koko ga Rhodes da, Koko de tobe!
5. 18 novembre 2015 - 0 to 1 no Aida

Singles
- Everyday, Katyusha (Everyday、カチューシャ)
- Dans le single Flying Get
  - Dakishimecha Ikenai (抱きしめちゃいけない) (Under Girls)
  - Yasai Uranai (野菜占い) (Yasai Sisters 2011)
- Kaze wa Fuiteiru (風は吹いている)
- Dans le single Ue kara Mariko
  - Noel no Yoru (ノエルの夜)
- GIVE ME FIVE!
- Dans le single Manatsu no Sounds good! (真夏のSounds good!)
  - Gugutasu no Sora (ぐぐたすの空)
- Dans le single Gingham Check
  - Nante Bohemian (なんてボヘミアン) (Under Girls)
- UZA
- Dans le single Eien Pressure
  - HA! (NMB48)
- So long!
- Sayonara Crawl (さよならクロール)
- Koi suru Fortune Cookie (恋するフォーチュンクッキー)
- Heart Electric (ハート・エレキ)
- Dans le single Suzukake no Ki no Michi de "Kimi no Hohoemi wo Yume ni Miru" to Itteshimattara Bokutachi no Kankei wa Dou Kawatteshimau no ka, Bokunari ni Nannichi ka Kangaeta Ue de no Yaya Kihazukashii Ketsuron no You na Mono
  - Mosh&Dive
  - Kimi to Deatte Boku wa Kawatta (君と出会って僕は変わった) (NMB48)
- Mae Shika Mukanee
- Labrador Retriever
  - Itoshiki Rival (Team K)
- Kokoro no Placard
- Kiboteki Refrain
  - Hajimete no Drive (Team K)
- Green Flash
  - Majisuka Fight
  - Punkish (NMB48)
- Bokutachi wa Tatakawanai
  - Kimi no Dainishō
- Halloween Night
  - Ippome Ondo
  - Yankee Machinegun
  - Gunzō
- Kuchibiru ni Be My Baby
  - 365 Nichi no Kamihikōki
  - Madonna no Sentaku (Renacchi Sōsenkyo Senbatsu)
  - Onēsan no Hitorigoto (Team K)
  - Senaka Kotoba
- Kimi wa Melody
  - Shigamitsuita Seishun (NMB48)
- Tsubasa wa Iranai
  - Aishū no Trumpeter (Team K)
- Love Trip/Shiawase o Wakenasai
  - Hikari to Kage no Hibi

## Média

### Dramas
- 2015 Maji Suka Gakuen 4 (マジすか学園4?) – TV Tōkyō
- 2015 Maji Suka Gakuen 5 (マジすか学園5?) – TV Tōkyō
- 2015 AKB Horror Night Adrenalin no Yoru (AKBホラーナイト アドレナリンの夜?) – TV Asahi
- 2016 AKB Love Night Koi Kōjō (AKBラブナイト 恋工場?) – TV Asahi
- 2016 Hibana (火花?) – Netflix
- 2016 Cabasuka Gakuen (キャバすか学園?) – Nippon Television et Hulu

### Radios
- 2014 – 2016 NMB48 Yamamoto Sayaka no Regular Toretemouta! (NMB48山本彩の、レギュラーとれてもうた!?) – Nippon Cultural Broadcasting
- 2016 – Appare Yattemāsu! (アッパレやってまーす!?) – MBS Radio

### Publicité
- 2012 : Sushiro "Sushiro Christmas"

### Émission télévisée
- 2013 : Music Sister (Space Shower TV)

### Photobooks
- 2012 : Saya Gami[9]
- 2015 : SY[10]
- 2016 : Minna no Yamamoto Sayaka[11]